# Gunboat Smith
 (octobre 2023).
La mise en forme du texte ne suit pas les recommandations de Wikipédia : il faut le « wikifier ».
Les points d'amélioration suivants sont les cas les plus fréquents. Le détail des points à revoir est peut-être précisé sur la page de discussion.
- Les titres sont pré-formatés par le logiciel. Ils ne sont ni en capitales, ni en gras.
- Le texte ne doit pas être écrit en capitales (les noms de famille non plus), ni en gras, ni en italique, ni en « petit »…
- Le gras n'est utilisé que pour surligner le titre de l'article dans l'introduction, une seule fois.
- L'italique est rarement utilisé : mots en langue étrangère, titres d'œuvres, noms de bateaux, etc.
- Les citations ne sont pas en italique mais en corps de texte normal. Elles sont entourées par des guillemets français : « et ».
- Les listes à puces sont à éviter, des paragraphes rédigés étant largement préférés. Les tableaux sont à réserver à la présentation de données structurées (résultats, etc.).
- Les appels de note de bas de page (petits chiffres en exposant, introduits par l'outil «  Source ») sont à placer entre la fin de phrase et le point final[comme ça].
- Les liens internes (vers d'autres articles de Wikipédia) sont à choisir avec parcimonie. Créez des liens vers des articles approfondissant le sujet. Les termes génériques sans rapport avec le sujet sont à éviter, ainsi que les répétitions de liens vers un même terme.
- Les liens externes sont à placer uniquement dans une section « Liens externes », à la fin de l'article. Ces liens sont à choisir avec parcimonie suivant les règles définies. Si un lien sert de source à l'article, son insertion dans le texte est à faire par les notes de bas de page.
- La présentation des références doit suivre les conventions bibliographiques. Il est recommandé d'utiliser les modèles {{Ouvrage}}, {{Chapitre}}, {{Article}}, {{Lien web}} et/ou {{Bibliographie}}. Le mode d'édition visuel peut mettre en forme automatiquement les références.
- Insérer une infobox (cadre d'informations à droite) n'est pas obligatoire pour parachever la mise en page.

Pour une aide détaillée, merci de consulter Aide:Wikification.
Si vous pensez que ces points ont été résolus, vous pouvez retirer ce bandeau et améliorer la mise en forme d'un autre article.
Edward Iraneus Gunboat Smith, né le 17 février 1887 et mort le 6 août 1974, est un boxeur américain d'origine irlandaise, acteur de cinéma et arbitre de boxe. 
Au cours de sa carrière, Smith a affronté douze membres de l'International Boxing Hall of Fame, pour un total de 23 rencontres dont Jack Dempsey, Harry Greb, Sam Langford et Georges Carpentier.

## Biographie

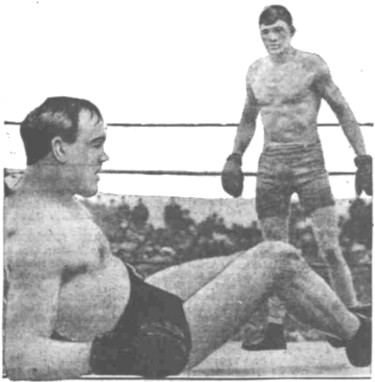
Gunboat Smith se tient au-dessus de Pelkey qui a été mis au sol lors d'un combat le 1er janvier 1914 à San Francisco, en Californie. Smith a battu Pelkey pour le titre de monde des poids lourds blancs.

Smith est né à Philadelphie, en Pennsylvanie. Il a passé une grande partie de sa jeunesse dans des orphelinats, travaillant dans des fermes et sur les chemins de fer. Il rejoint l'US Navy, où il commence la boxe et remporte le championnat des poids lourds de la flotte du Pacifique. C'est à cette époque qu'il reçoit le surnom de Gunboat en raison  de la taille de ses pieds qui sont aussi grand qu'une canonnière, selon ses collègues marins,.
Selon le Tacoma Daily News du 28 mars 1913 (Tacoma, WA, États-Unis), Smith a déclaré avoir reçu le surnom de "Gunboat" de ses collègues marins de la marine américaine de l'U.S.S. Pennsylvania en raison de ses pieds de la taille d'une "canonnière".

### Début de carrière
Gunboat Smith commence sa carrière professionnelle en 1909 en battant Sailor Matt Turner au points. Il enchaine par la suite plusieurs succès. Son entraineur est Spider Kelly. Il est aidé dans sa carrière professionnelle par deux managers, Cleve Peters et Jimmy Buckley.  
En 1910, Smith se fait connaître dans les régions d'Oakland et de San Francisco en servant de partenaire d'entraînement à Jack Johnson et Stanley Ketchel avant leur combat pour le titre des poids lourds. En 1911, il perd aux points face à Jim Barry. Cette quatrième défaite va le pousser à se retirer des rings pendant quatre mois, Gunboat pensait qu'il n'avait pas la trempe pour un boxeur de haut niveau,. Il part travailler dans les champs pétrolifères avant de retourner sur le ring.

### Ascension dans la catégorie des poids lourds
Entre 1912 et 1915, Smith s'impose comme l'un des principaux candidats au titre des poids lourds, battant, entre autres, le champion britannique et de l'Empire britannique Bombadier Billy Wells et le futur champion du monde Jess Willard. Il affronte également à deux reprises Sam Langford, qu'il bat lors d'une des deux rencontres. Il désignera d'ailleurs Langford comme le meilleur des boxeurs qu'il ait affronté. Ces multiples succès lui permettent d'obtenir un combat pour le 
championnat du monde "White Hope" (en).

### Champion des poids lourds "White Hope" en 1914
Le 1er janvier 1914, Smith remporte le championnat du monde des poids lourds "White Hope". Ce titre, créé par des promoteurs de boxe en raison de l'impopularité du champion noir des poids lourds Jack Johnson, n'a jamais été unanimement reconnu. 
Il est opposé au tenant du titre Arthur Pelkey dans un combat se déroulant à Daly City en Californie. Le combat, prévu en 20 rounds, se termine au 15ème après que Smith ait porté un coup droit à la mâchoire de son adversaire suivi d'un coup à l'arrière du crâne alors que Pelkey essaye d'accrocher. L'arbitre décide d'arrêter le combat après que Pelkey se soit relevé avec difficulté à la 9ème seconde du décompte.

### Perte du titre
Il perd le titre contre Georges Carpentier la même année dans un combat avec une bourse de 9 000 livres sterling,. Le combat se déroule le 16 juillet à Londres. Gunboat perd par disqualification à la sixième reprise. La décision est jugée scandaleuse à l'époque. Carpentier est envoyé au sol sur une droite à la mâchoire de Smith. Le français se met à genoux et perd l'équilibre. Dans le même temps, L'américain termine son enchainement. L'arbitre le disqualifie pour avoir donné un coup alors que son adversaire était au sol. Selon les dires de l'époque, le coup ne semblait pas intentionnel et n'a fait qu'effleurer la tête de Carpentier. À la suite de cette défaite, Gunboat enchaine les combats sans titre.

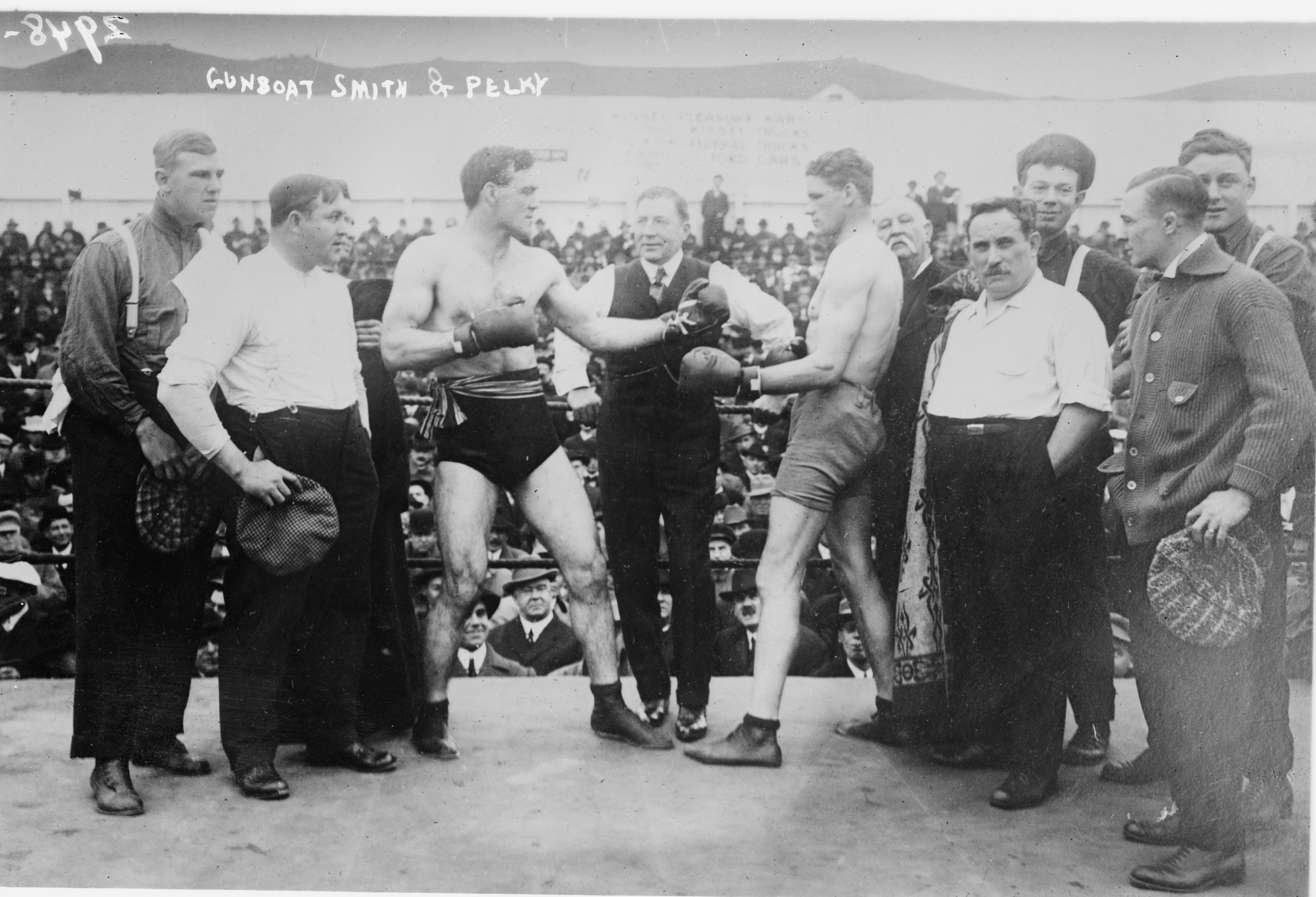
Smith (à droite) lors de son premier combat avec Arthur Pelkey

### Fin de carrière (1916-1921)
Après 1916, la carrière de Smith décline ; en 1917, il subit une défaite par décision contre le futur champion du monde Jack Dempsey dans un combat en quatre rounds très disputé. Un an plus tard, il est mis au sol à 9 reprises par Dempsey, subissant un KO dès le second round.
Entre 1916 et 1921 il perd 30 des 55 combats disputés. En 1920 et 1921, Smith subit une série de défaites par KO : 5 KO sur ses 8 derniers combats. Il décide de prendre sa retraite après son combat contre Harry Wills. 
Il termine sa carrière sur un bilan officiel de 52 victoires, 28 défaites et 10 nuls, soit un total de 90 combats. À ce bilan, s'ajoutent une cinquantaine de décisions de journaux. Parmi les hommes qu'il a vaincus figurent Willard, Langford, Wells, Battling Levinsky, Carl Morris, Frank Moran et le pompier Jim Flynn.

## Style de boxe
Smith est d'un physique plutôt maigre et bagarreur, un excellent boxeur qui se déplace bien et a l'habitude de frapper brusquement des deux mains. A son époque, il était célèbre pour son "coup de poing occipital". Il avait alors l'habitude de porter un coup de la main droite qui passait par-dessus l'épaule de son adversaire afin de toucher avec l'os occipital à la base du crâne,. 

## Après la boxe
Après sa retraite sportive, Smith occupe divers emplois : coureur à Wall Street, policier privé au Madison Square Garden et au Yankee Stadium, et acteur dans plusieurs petits rôles dans des films muets, dont The Great Gatsby et Wings, premier film à recevoir l'Oscar du meilleur film. Il arbitre également des combatsz de boxe, comme celui de Harry Greb contre Tiger Flowers en 1926 et le controversé Max Schmeling vs en 1932. Il décède le 6 août 1974 à Leesburg, en Floride. Il est enterré dans la même ville.

## Vie personnelle
Le 31 décembre 1909, il épouse Eleanor C. Herlehy à Sacramento en Californie. En décembre 1912, il est accusé d'avoir abandonné sa femme, Elinor C. Smith. Gunboat Smith prévoyait d'épouser Helen Remily, pianiste, le 17 janvier 1914 en Californie, après avoir été ensemble pendant trois ans. Il se marie avec Helen Mary Smith née Remley (1896-1976) en 1914,.

## Palmarès
| 90 combats      | 52 victoires | 28 défaites |
| Avant la limite | 38           | 12          |
| Sur décision    | 14           | 16          |
| Match nul       | 10           | 10          |

À ce total officiel, se rajoutent de nombreux autres combats dont les verdicts sont rendus par les journalistes couvrant les évènements.

## Filmographie
Gunboat Smith a notamment joue dans les films suivants :
- 1924 : Manhattan  : Joe Madden
- 1925 : Le coup de poing : Terrence O'Rourke
- 1925 : Champion 13 (The Lucky Devil) de Frank Tuttle
- 1925 : Rivales (Lovers in Quarantine) de Frank Tuttle : le marin Sheldon
- 1925 : The Fear Fighter : Détenu de prison
- 1925 : Boucanier timide
- 1926 : Marions-nous : Slattery
- 1926 : La séquence de l'Arizona : Jim
- 1926 : Dites-le encore : Artilleur Jones
- 1926 : Gatsby le Magnifique : Bert
- 1927 : Ailes : Le sergent
- 1927 : Nous sommes tous des joueurs : Canonnière
- 1927 : La ville devenue sauvage : Policier
- 1928 : Rose de minuit : Casey